# Pyhäselkä (Saimen)
Pyhäselkä är en sjö i Finland. Den ligger i kommunen Libelits i landskapet Norra Karelen, i den sydöstra delen av landet, 400 km nordost om huvudstaden Helsingfors. Pyhäselkä ligger 75,9 meter över havet. Den är 67 meter djup. Arean är 361,1 kvadratkilometer och strandlinjen är 548,18 kilometer lång. Sjön  ingår i Vuoksens huvudavrinningsområde. 